# 小池剛太郎
小池 剛太郎（こいけ ごうたろう、1970年〈昭和45年〉4月17日 - ）は、日本の俳優・タレント・ 殺陣師である。
本名:小池啓之(こいけ たかし)。身長170cm、血液型はB型。 J-beans 所属。

## 来歴
- 蕨市立塚越小学校卒業(1983年) 剣道部に所属。副部長をしていた。少年剣道大会で初めて優勝(1985年)
- 蕨市東中学校卒業(1986年)剣道部に所属。部長をしていた。関東大会出場。
- 私立西武台高等学校卒業(1989年) 剣道部に所属。部長をしていた。関東大会出場。国体強化選手にも選ばれていた。
- 国際武道大学体育学部武道学科卒業(1993年)剣道部　推薦
- 1994年剣道部を退部してサーフィンを始める。同年映画「あの夏いちばん静かな海」北野武監督の作品に出演。サーフィンを通して初めてのサーファー役出演となる。
- 趣味はサーフィン（現在、スポンサーとして大阪府堺市にあるfa'afetai69サーフボード公式ライダー就任中）
- 特技は殺陣、歌。（各地を回っていたこともある）
- 愛車はHarley-Davidson XL1200S。売却済み。

## 出演

### 映画
- キスカム!Come on ,kiss me again- カップル 役
- 希望の器- 父親 役
- HEISE I MASUMI ラストナイトフィーバー - タカシ 役
- AI崩壊 - 弁護士役
- あの夏、いちばん静かな海。 - サーファー仲間 役
- シン・ウルトラマン

### TV
- MIU404（TBS）- 機動捜査隊員 役
- Mr.サンデー（フジテレビ）- 松井市長 役 再現
- 俺の話は長い（日本テレビ）- イケてる外資系保険会社の社員
- 逆転人生（NHK）- ＃28 元暴走族総長（地主 役）
- リーガル・ハート 〜いのちの再建弁護士〜（テレビ東京）- 第一話 漁業組合員 役
- 警視庁ゼロ係〜生活安全課なんでも相談室〜（テレビ東京）- 杉並警察 刑事 役
- 監察医 朝顔（フジテレビ）- ヤクザ 役
- いだてん〜東京オリムピック噺〜（NHK）- 車夫 役
- スキャンダル専門弁護士 QUEEN（フジテレビ）第9話 - 政治家 役
- ハケン占い師アタル（テレビ朝日） - 高円寺一哉 役
- メゾン・ド・ポリス（TBS）第10話
- 脳科学弁護士 海堂梓 ダウト（テレビ東京） - 裁判長 役

### ウェブドラマ
- 怪獣戦隊ジュウカイザー（2022年12月9日 ‐ 12月23日、ギガ特撮チャンネル/YouTube）‐ ガルキバス 役

### CM
- 大塚製薬ボディーメンテ - 泳ぐ会社員 役
- みずほ銀行 - 寿司板前 役
- LINEバイト - 父親 役

### ラジオ
- 鎌倉FM

### 舞台
- 夜叉ヶ池（2020年7月公演） - 山沢学円 役
- YESTERDAY ONCE MORE〜あの時君は若かった - ジョー 役
- 「本能寺の変」 - 斉藤利三 役
- yesterday once more～あの時君は若かった」 - ジョー 役
- ノラ猫あがりのスターたち - 獣医島谷先生 役
- 『風音-KAZANE- 戦国NINJAストーリー』 -玄信斎 役
- 樋口一葉「大つごもり」 - 安兵衛 役
- 宮沢賢治「注文の多い料理店」 - 紳士 役

## 書籍

### 写真集
- 小池剛太郎写真集 (2022年)  カラーアップ編集部出版

## 受賞歴
- Mr of the year2021 日本大会ファイナリスト　(幕張メッセ)